# Kanonen
Kanonen im Vergnügungspark Liseberg (Göteborg, Schweden) ist eine Stahlachterbahn vom Modell Accelerator Coaster des Herstellers Intamin. Sie wurde von 2005 bis Ende 2016 in Liseberg betrieben und schließlich durch Valkyria ersetzt. 2023 wurde die Bahn im US-amerikanischen Lost Island Theme Park (Waterloo, Iowa) unter dem Namen Matugani wiedereröffnet.

## Geschichte
2002 wurde die einzige Loopingachterbahn des Parks HangOver, ein Invertigo-Modell des Herstellers Vekoma, abgebaut und verkauft. Liseberg kontaktierte einige Achterbahnhersteller mit dem Ziel, verschiedene Ideen für eine neue Loopingachterbahn präsentiert zu bekommen. Der Schweizer Hersteller Intamin erhielt den Zuschlag. Lars-Erik Hedin, technischer Direktor von Liseberg, nannte „gute Erfahrungen mit Balder, die ebenso von Intamin ist“, als einen der Gründe für die Wahl des Produkts.
2016 wurde bekannt gegeben, dass Kanonen durch eine Achterbahn vom Hersteller Bollinger & Mabillard ersetzt werden soll. Die Attraktion wurde am 30. Dezember 2016 geschlossen.
Der Nachfolger ist ein Dive Coaster mit dem Namen Valkyria und wurde am 10. August 2018 eröffnet.

## Layout
Die Züge werden aus der Station heraus über einen hydraulischen Abschuss innerhalb von zwei Sekunden von null auf 75 km/h beschleunigt und fahren dann einen 24 m hohen Top-Hat hinauf. Dieser wird gleich gefolgt von einem Airtime-Hügel und einem 20 m hohen Looping, der die erste Inversion der Bahn ist. Nach einer stark geneigten Kurve fahren die Züge durch eine Inline-Twist in die Schlussbremse.

## Züge
Kanonen besitzt zwei Züge mit jeweils vier Wagen. In jedem Wagen können vier Personen in zwei Reihen Platz nehmen. Als Rückhaltesystem kommen Schulterbügel zum Einsatz.